# 1476
- Wikisource

| Calendário gregoriano                                                        | 1476 MCDLXXVI                                        |
| Ab urbe condita                                                              | 2229                                                 |
| Calendário arménio                                                           | 925 – 926                                            |
| Calendário bahá'í                                                            | -368 – -367                                          |
| Calendário budista                                                           | 2020                                                 |
| Calendário chinês                                                            | 4172 – 4173 Início a 26 de janeiro (aproximadamente) |
| Calendário copta                                                             | 1192 – 1193                                          |
| Calendário etíope                                                            | 1468 – 1469                                          |
| Calendários hindus - Vikram Samvat - Calendário nacional indiano - Cáli Iuga | 1531 – 1532 1397 – 1398 4576 – 4577                  |
| Calendário Holoceno                                                          | 11476                                                |
| Calendário islâmico                                                          | 881 – 882                                            |
| Calendário judaico                                                           | 5236 – 5237                                          |
| Calendário persa                                                             | 854 – 855                                            |
| Calendário rúnico                                                            | 1726                                                 |
| Calendário solar tailandês                                                   | 2019                                                 |

1476 (MCDLXXVI, na numeração romana) foi um ano bissexto do século XV do Calendário Juliano, da Era de Cristo, e as suas letras dominicais foram  G e F (52 semanas), teve início a uma segunda-feira e terminou a uma terça-feira.
| Ano completo                            |
| --------------------------------------- |
| Ano bissexto com início à segunda-feira |

## Eventos
- 1 de março - Batalha de Toro (Espanha), onde se notabilizou Duarte de Almeida, alferes-mor de D. Afonso V de Portugal.
- Chegada ao Funchal de alguns Franciscanos.
- Final do período Intermédio Tardio na Região Central dos Andes. Um período que vai da decadência do Império de Tiauanaco-Huari até a expansão do Império Inca.
- Início do período Horizonte Tardio na Região Central dos Andes, com a expansão do Império Inca e que vai terminar com a Conquista Espanhola

## Nascimentos
- 16 de março - Francisco Pizarro.
- 28 de junho - Papa Paulo IV (m. 1559).

## Mortes
- 6 de julho - Johannes Müller von Königsberg, mais conhecido como Regiomontanus, matemático e cosmógrafo alemão (n. 1436).
- Dezembro - Vlad, o Empalador (n. 1431).